# Спетак
Спетак (рум. Spătac) — село у повіті Алба в Румунії. Адміністративно підпорядковане місту Блаж.
Село розташоване на відстані 253 км на північний захід від Бухареста, 28 км на схід від Алба-Юлії, 75 км на південь від Клуж-Напоки, 139 км на північний захід від Брашова.

## Населення
За даними перепису населення 2002 року у селі проживали 99 осіб, з них 97 осіб (98,0%) румунів. Рідною мовою 97 осіб (98,0%) назвали румунську.